# Eucera graeca
Eucera graeca är en biart som beskrevs av Radoszkowski 1876. Eucera graeca ingår i släktet långhornsbin, och familjen långtungebin. Inga underarter finns listade i Catalogue of Life.